# Paidopithex rhenanus
Paidopithex rhenanus è il nome dato a un femore fossile, ritrovato in terreni del Miocene superiore (circa 10 milioni di anni fa), appartenente a una scimmia del gruppo dei catarrini. Il fossile è stato ritrovato in Germania.

## Descrizione
Essendo noto solo per un femore, l'animale noto come Paidopithex è sostanzialmente sconosciuto, e il suo aspetto è del tutto ipotetico. Il femore è lungo circa 28 centimetri; è lungo e dritto, e ha un'articolazione dell'anca piccola, diversamente dai femori delle scimmie antropomorfe attuali. Se paragonato al femore di animali meglio conosciuti come Epipliopithecus, quello di Paidopithex risulta pressoché identico ma di dimensioni molto maggiori. Si suppone quindi che Paidopithex fosse una scimmia piuttosto grossa, dalle lunghe braccia, e che probabilmente si muoveva sugli alberi. 

## Classificazione
Il femore di Paidopithex venne ritrovato all'inizio dell'Ottocento nella zona di Eppelsheim, nei pressi di Magonza in Germania. Inizialmente fu ritenuto un femore di una bambina (all'epoca non erano conosciute scimmie fossili), mentre il grande studioso Georges Cuvier si astenne dal classificarlo. Una prima menzione come femore di scimmia venne fatta nel 1861 dal paleontologo Johann Jakob Kaup, ma fu solo nel 1895 che questo fossile venne descritto scientificamente da Hans Pohlig, che lo descrisse come Paidopithex rhenanus. 

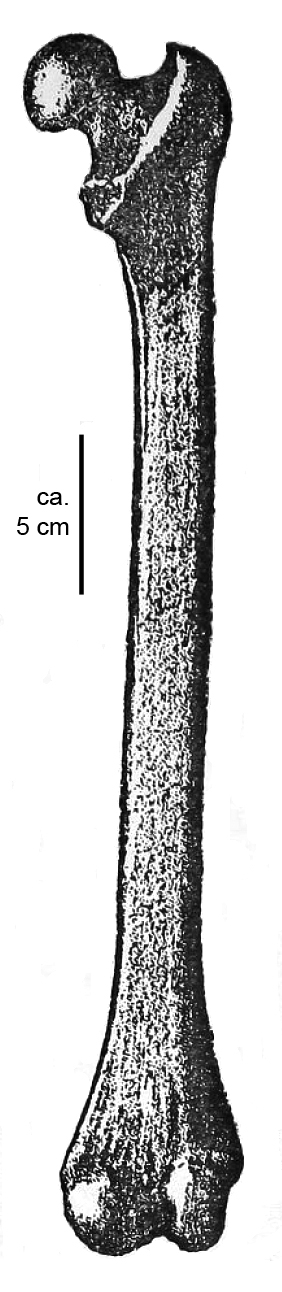
Illustrazione del femore di Paidopithex

Il femore venne per lungo tempo attribuito al genere Dryopithecus (una grande scimmia antropomorfa primitiva), sulla base delle dimensioni; grazie alla comparazione di femori fossili di scimmie europee del Miocene (Rudapithecus e il già citato Epipliopithecus) è emerso che Paidopithex non doveva essere simile ai driopiteci, ma piuttosto era un rappresentante dei pliopiteci, un gruppo di scimmie fossili europee che comprendono forme come Pliopithecus (il primo primate fossile descritto come tale), Anapithecus ed Epipliopithecus (Köhler et al., 2002). I pliopiteci erano forme arboricole, sprovviste di alcune caratteristiche evolute tipiche delle scimmie antropomorfe. 